# Drumlanrig Castle

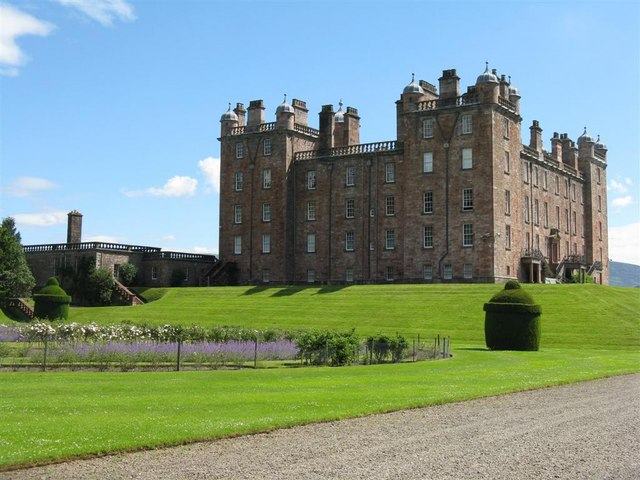
Drumlanrig Castle

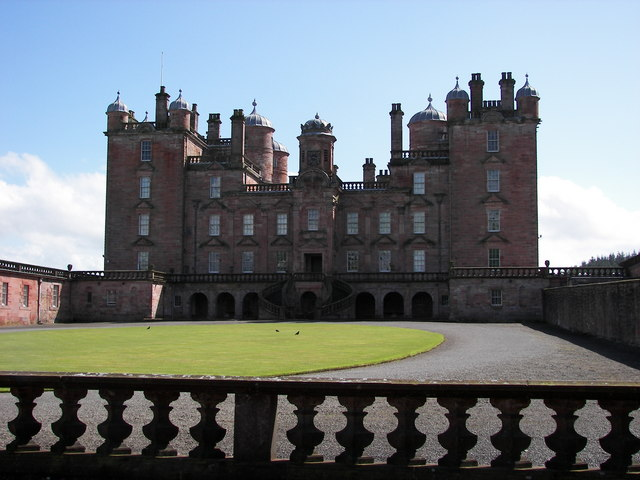
Rückwärtige Ansicht

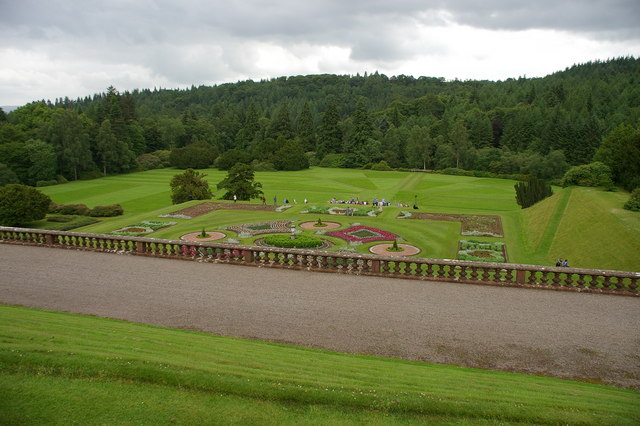
Gärten von Drumlanrig Castle

Das Drumlanrig Castle ist ein Renaissanceschloss nahe der schottischen Ortschaft Thornhill in der Council Area Dumfries and Galloway. 1971 wurde das Bauwerk in die schottischen Denkmallisten in der höchsten Denkmalkategorie A aufgenommen. Verschiedene Außengebäude sind außerdem als Kategorie-B- oder -C-Bauwerke klassifiziert. Hervorzuheben ist das ehemalige Gärtnerhaus, das eigenständig als Kategorie-A-Bauwerk eingestuft ist. Das Gesamtanwesen ist im schottischen Register für Landschaftsgärten verzeichnet. In allen sechs Kategorien wurde ihm das höchste Prädikat „herausragend“ verliehen.

## Geschichte
Im 14. Jahrhundert erhielt der Clan Douglas von König Robert the Bruce die Ländereien von Drumlanrig in Nithsdale. Wahrscheinlich existierten am Standort zwei Vorgängerburgen. Obschon bereits 1356 eine Baronie eingerichtet wurde, stammt die frühste Erwähnung eines Wehrbaus jedoch aus dem Jahre 1492. Im mittleren bis späten 16. Jahrhundert entstand die Basis des heutigen Drumlanrig Castle. Nachdem der Standort zunächst Sitz der Lords of Drumlanrig war, wurde er mit der Ernennung William Douglas zum ersten Earl of Queensberry zum Earlssitz. Später wurde das Schloss Stammsitz der Dukes, dann der Marquesses of Queensberry. Heute ist Duke of Queensberry ein nachgeordneter Titel des Dukes of Buccleuch.
Im 17. Jahrhundert wurde Drumlanrig Castle umfassend überarbeitet und erhielt seinen heutigen Aufbau. Eine Entwurfszeichnung gibt Hinweise, dass William Bruce für die Arbeiten verantwortlich zeichnet. Eine weitere Überarbeitung unter William Douglas, 1. Duke of Queensberry wurde zwischen 1670 und 1690 ausgeführt. Als Architekt leitete James Smith die Maßnahmen. Er arbeitete hierbei mit den Niederländern Peter Paul Boyse und Cornelius van Nerven zusammen. In diesem Jahrhundert wurde auch die Anlage der umgebenden Parks und Gärten vorangetrieben. Der heutige Aufbau wurde jedoch erst in der Mitte des 18. Jahrhunderts etabliert.
Durch seinen ausschweifenden Lebensstil verlor William Douglas, 4. Duke of Queensberry weite Teile des Familienvermögens. In seinem Sterbejahr 1810 ließ er zahlreiche ausgewachsenen Bäume auf dem Anwesen fällen, um durch die Erträge aus dem Holzverkauf liquide zu bleiben. Als Henry Scott, 3. Duke of Buccleuch Drumlanrig Castle nach Douglas’ Ableben erbte, wurden beide Dukedoms vereinigt. Das Anwesen präsentierte sich vernachlässigt und Scott gab Gelder zur Initiierung der Restaurierung frei. Im Wesentlichen war es jedoch Walter Montagu-Douglas-Scott, 5. Duke of Buccleuch der rund 65 Jahre mit der Restaurierung, Modernisierung und Erweiterung sowohl von Drumlanrig Castle als auch der Parkanlagen befasst war. Die Parkanlagen, an deren Gestaltung mehrere namhafte Landschaftsgärtner und Architekten mitwirkten, erwuchsen zu einer der meistbeachteten Anlagen ihrer Zeit. Auch der Familienfreund Walter Scott weilte in der ersten Hälfte des Jahrhunderts mehrfach in dem Schloss.
Noch vor dem Zweiten Weltkrieg wurden die neun Terrassen der Gärten abgetragen. Nach Kriegsende befanden sich die Anlagen in desolatem Zustand. Unter Walter John Montagu-Douglas-Scott, 8. Duke of Buccleuch begann jedoch die Wiederbepflanzung des Anwesens und dessen Restaurierung. Unter seinem Erben John Scott, 9. Duke of Buccleuch wurde die Wiederherstellung weitgehend abgeschlossen.

## Gärtnerhaus
Das rund einen Kilometer südwestlich von Drumlanrig Castle nahe dem rechten Nith-Ufer gelegene ehemalige Gärtnerhaus wurde um 1831 nach einem Entwurf des schottischen Architekten William Burn erbaut. Es handelt sich um ein zweistöckiges Cottage mit weit überstehendem, tiefhängenden Satteldach mit zwei Dachgauben. Die entlang der Ostseite verlaufende offene Veranda ist mit drei Korbbögen gestaltet. An der Westseite schließt sich ein flacherer Flügel an. Ein weiterer Flügel wurde zwischenzeitlich abgebrochen.